# Quatuor Calvet
Das Quatuor Calvet, international auch Calvet Quartet, war ein 1919 von Joseph Calvet gegründetes französisches, in Paris ansässiges Streichquartett. Dieses Quartett wurde 1950 aufgelöst.

## Geschichte
Das Quatuor Calvet führt 1928 zweimal hintereinander auf Anregung Nadia Boulangers sämtliche Streichquartette Ludwig van Beethovens in Frankreich auf. Das Quartett setzte sich insbesondere für die kontemporäre französische Musik ein. Das Quartett löste sich 1940 vorläufig auf.
1941 gründete Léon Pascal das Quartett neu, das nach dem Zweiten Weltkrieg als Quatuor de l’ORTF das Quartett des Französischen Rundfunks wurde. Dieser „Ableger“ bestand bis 1970. 1944 gründete Calvet ein neues Quatuor Calvet, das nach dem Zweiten Weltkrieg bis 1950 eine kurze zweite Blütezeit erlebte.
Das Quartett uraufführte die Streichquartette von Marcel Delannoy, Jean Françaix (1937), Joseph Guy Ropartz (Streichquartett Nr. 3, 1925; Nr. 4, 1935), Reynaldo Hahn sowie das Sextett von 1929 und das Streichquartett Nr. 3 von 1930 von Vincent d’Indy, das 2. Streichquartett von 1949 von Henri Sauguet und das Streichquartett von Florent Schmitt von 1948.

## Besetzung
- Violine I: Joseph Calvet (1919–1950)
- Violine II: Léon Pascal (1919–1940), Jean Champeil (1944–1950)
- Bratsche: Daniel Guilevitch (1919–1940), Maurice Husson (1944–1950)
- Violoncello: Paul Mas (1919–1940), Manuel Recasens (1944–1950)